# Sonic Classic Collection
Sonic Classic Collection ist eine Videospielsammlung, die von Creative Assembly entwickelt und von Sega in den USA am 2. März 2010 und in Europa am 12. März 2010 für den Nintendo DS veröffentlicht wurde. Sie enthält insgesamt sechs Spiele, die von 1991 bis 1994 für das Sega Mega Drive erschienen sind.

## Inhalt
Die Sonic Classic Collection enthält folgende Spiele:
| In Sonic Classic Collection enthaltene Sonic-Spiele | In Sonic Classic Collection enthaltene Sonic-Spiele | In Sonic Classic Collection enthaltene Sonic-Spiele | In Sonic Classic Collection enthaltene Sonic-Spiele |
| Name des Spiels                                     | Release                                             | Genre                                               | Entwickler                                          |
| --------------------------------------------------- | --------------------------------------------------- | --------------------------------------------------- | --------------------------------------------------- |
| Sonic the Hedgehog                                  | 1991                                                | Jump ’n’ Run                                        | Sonic Team                                          |
| Sonic the Hedgehog 2                                | 1992                                                | Jump ’n’ Run                                        | Sonic Team & Sega Technical Institute               |
| Sonic the Hedgehog 3                                | 1994                                                | Jump ’n’ Run                                        | Sonic Team & Sega Technical Institute               |
| Sonic & Knuckles                                    | 1994                                                | Jump ’n’ Run                                        | Sonic Team & Sega Technical Institute               |
| Knuckles the Echidna in Sonic the Hedgehog 2        | 1994                                                | Jump ’n’ Run                                        | Sonic Team & Sega Technical Institute               |
| Sonic 3 & Knuckles                                  | 1994                                                | Jump ’n’ Run                                        | Sonic Team & Sega Technical Institute               |

Alle Spiele sind absolut identisch mit dem entsprechenden, emulierten Original und enthalten kurze Beschreibungen sowie eine Speicher- und Ladefunktion eines Spielstands für jedes Spiel bis auf Sonic the Hedgehog 3, da dieses bereits von sich aus eine Speicherfunktion besitzt. Hinzu kommen Illustrationen (identisch mit denen der Sonic Gems Collection) und abspielbare Credits.

## Rezeption
Die Sonic Classic Collection erhielt gemischte Wertungen. Die enthaltenen Spiele wurden zwar gelobt, jedoch wurde die technisch mäßig umgesetzte Emulation kritisiert.

„Es genügt nicht, einfach ein paar Oldies mit einer Handvoll Artworks und einem halbgaren Emulator auf ein DS-Modul zu klatschen. Die „Sonic Classic Collection“ überzeugt weder in Sachen Qualität noch Quantität. Die Klassiker haben mit Ruckel- und Auflösungsproblemen zu kämpfen: Schriften sind schlechter lesbar, die Raster-Effekte, mit denen auf dem Mega Drive Transparenzen simuliert wurden, flackern. Und etwas mehr Igel hätte es sein dürfen: Wo sind z.B. „Sonic CD“ oder „Knuckles Chaotix“? Nur das gute Design der frühen Sonics rettet die Sammlung vor einer niedrigeren Wertung.“

„Sonic lag damals meinem Mega Drive bei und aus Mangel an Alternativen habt ich dieses Spiel gel(i)ebt. Umso erfreulicher war es für mich, die wichtigsten Sonic-Spiele auf einem Modul zu bekommen. Was mich hingegen enttäuscht hat, sind die ruckeligen Emulation sowie das wenige Bonus-Material.“